# Theo van Duivenbode
Theo van Duivenbode (Amszterdam, 1943. november 1. –) válogatott holland labdarúgó, hátvéd.

## Pályafutása

### Klubcsapatban
A DWS és a VVA/Spartaan korosztályos csapataiban kezdte a labdarúgást. 1964 és 1969 között az Ajax, 1969 és 1973 között a Feyenoord, 1973–74-ben a Haarlem labdarúgója volt. Az Ajax-szal három, a Feyenoorddal két bajnoki címet nyert. Tagja volt az 1969–70-es idényben BEK-győztes együttesnek.

### A válogatottban
1968 és 1970 között öt alkalommal szerepelt a holland válogatottban.

## Sikerei, díjai
Ajax
- Holland bajnokság
  - bajnok (3): 1965–66, 1966–67, 1967–68
- Holland kupa
  - győztes: 1967

 Feyenoord
- Holland bajnokság
  - bajnok (2): 1968–69, 1970–71
- Bajnokcsapatok Európa-kupája
  - győztes: 1969–70
- Interkontinentális kupa
  - győztes: 1970

## Statisztika

### Mérkőzései a holland válogatottban
| Hollandia | Hollandia           | Hollandia                     | Hollandia | Hollandia | Hollandia     | Hollandia    | Hollandia | Hollandia |
| #         | Dátum               | Helyszín                      | Hazai     | Eredmény  | Vendég        | Kiírás       | Gólok     | Esemény   |
| --------- | ------------------- | ----------------------------- | --------- | --------- | ------------- | ------------ | --------- | --------- |
| 1.        | 1968. szeptember 4. | Rotterdam, Feijenoord Stadion | Luxemburg | 0 – 2     | Hollandia     | vb-selejtező | -         |           |
| 2.        | 1968. október 27.   | Szófia, Levszki-stadion       | Bulgária  | 2 – 0     | Hollandia     | vb-selejtező | -         | 57'       |
| 3.        | 1969. március 26.   | Rotterdam, Feijenoord Stadion | Hollandia | 4 – 0     | Luxemburg     | vb-selejtező | -         |           |
| 4.        | 1969. május 7.      | Rotterdam, Feijenoord Stadion | Hollandia | 1 – 0     | Lengyelország | vb-selejtező | -         |           |
| 5.        | 1970. október 11.   | Rotterdam, Feijenoord Stadion | Hollandia | 1 – 1     | Jugoszlávia   | Eb-selejtező | -         |           |
|           | Összesen            |                               |           | 5         | mérkőzés      |              | 0         | gól       |